# Elecciones presidenciales de Costa Rica de 1876
En las elecciones presidenciales de Costa Rica de 1876, Aniceto Esquivel Sáenz fue elegido presidente unánimemente gracias a la influencia del presidente en funciones Tomás Guardia Gutiérrez quien prácticamente lo designó a dedo. En esa época y según la Constitución vigente, se sucedían dos rondas electorales; primero todos los ciudadanos legalmente permitidos de votar escogían electores y luego los electores votaban por el presidente.
Asimismo, se eligió a una parte del Congreso Constitucional, presentándose resultados unánimes o de mayorías abrumadoras.
Ni el Congreso ni el presidente Esquivel completarían su período constitucional. Esto se debió a un golpe de Estado perpetrado en julio de ese mismo año por los hermanos Pedro y Pablo Quirós Jiménez, en colaboración con Guardia, con quien Esquivel había tenido un distanciamiento. Como resultado, Vicente Herrera Zeledón fue nombrado en su lugar. 